# Spheros
Die Spheros GmbH ist ein Hersteller von Klimaanlagen und Heizgeräten für Omnibusse und Schienenfahrzeuge, Dachluken, Wasserpumpen für Nutz- und Schienenfahrzeuge mit Sitz in Gilching. Im Jahr 2007 beschäftigte das Unternehmen 700 Mitarbeiter und machte einen Umsatz von 130 Millionen Euro.
Der Hauptsitz (Entwicklung/Hauptverwaltung) befand sich in Gilching bei München. Produktionsstandorte waren in Neubrandenburg (Klimageräte für Omnibusse und Schienenfahrzeuge, Wasserheizgeräte für Nutzfahrzeuge, Omnibusse und Schienenfahrzeuge, Wasserpumpen für alle Anwendungen) und in der Türkei und Ukraine, sowie in Südamerika und Asien. Spheros ist ein Kunstwort, welches auf Produkte der Webasto zurückgeht, als der Omnibusbereich von Webasto verkauft wurde: Aerosphere/Aquasphere. Bei diesen Produktnamen handelt es sich um Aufdachklimageräte für Omnibusse bzw. auch Schienenfahrzeuge (LINT).
Spheros ging aus der Webasto Bus GmbH hervor, die von Webasto (Stockdorf bei München) verkauft wurde, und ist somit ein Hersteller, der über jahrzehntelange Erfahrung auf seinem Spezialgebiet verfügte. Das Unternehmen lieferte Klimasysteme an alle führenden Omnibushersteller, wie z. B. Neoman, EvoBus, Volvo Buses und Solaris. Auch Schienenfahrzeughersteller, wie Alstom (Fahrzeugtyp Dieseltriebwagen „LINT“) und Lokomotivhersteller, wie Vossloh MAK, Bombardier und Siemens wurden beliefert. Spheros lieferte als Systemlieferant auch komplette Heiz- und Klimasysteme für alle Arten von Nutzfahrzeugen zur Personenbeförderung (Omnibusse/Schienenfahrzeuge).
Im Jahr 2008 schloss das Unternehmen die Produktionsstätte für Aufdachklimageräte in Heimsbrunn (Frankreich) und verlagerte diese nach Neubrandenburg. Damit wurde die Herstellung der Produkte in Zentraleuropa an diesem Standort konzentriert.
2016 übernahm Valeo Spheros von der Deutschen Beteiligungs AG, welche Ende 2011 Spheros vom Unternehmen Granville Baird kauften. Seit 2017 firmiert das Unternehmen nun als Valeo Thermal Commercial Vehicles. 2018 erfolgte die Übernahme von Transfrig Transportkälte in Südafrika
2024: Neugründung der Spheros GmbH. Die Produktgruppe „Valeo Thermal Commercial Vehicles“ wird an H.I.G. Capital verkauft. Nach einer kompletten Neugestaltung der Marke Spheros firmiert das Unternehmen erneut unter dem Namen Spheros GmbH und arbeitet seither rechtlich und finanziell unabhängig.